# 다카하시 히로유키
다카하시 히로유키(일본어: 高橋 宏幸, 1983년 5월 6일 ~ )는 일본의 전 축구 선수이다.

## 구단 경력
과거 도쿄 베르디에서 활동하였다.